# Space Cavern
Space Cavern est un jeu vidéo d'action développé et édité par Games by Apollo, sorti en 1982 sur Atari 2600.

## Accueil
- AllGame : 2/5[1]